# Titularbistum Walla Walla
Walla Walla ist ein Titularbistum der römisch-katholischen Kirche.
Der Titel geht zurück auf das 1853 aufgelöste Bistum Walla Walla.
Dieses war dem Erzbistum Oregon City unterstellt; der Bischofssitz war in der Stadt Walla Walla im heutigen US-Bundesstaat Washington.
| Titularbischöfe von Walla Walla |                           |                                          |                 |                    |
| Nr.                             | Name                      | Amt                                      | von             | bis                |
| 1                               | Eugene Antonio Marino SSJ | Weihbischof in Washington (USA)          | 12. Juli 1974   | 14. März 1988      |
| 2                               | Bernard William Schmitt   | Weihbischof in Wheeling-Charleston (USA) | 27. Mai 1988    | 29. März 1989      |
| 3                               | Paul Albert Zipfel        | Weihbischof in Saint Louis (USA)         | 16. Mai 1989    | 31. Dezember 1996  |
| 4                               | James Edward Fitzgerald   | Weihbischof in Joliet in Illinois (USA)  | 11. Januar 2002 | 11. September 2003 |
| 5                               | Mitchell Thomas Rozanski  | Weihbischof in Baltimore (USA)           | 3. Juli 2004    | 19. Juni 2014      |
| 6                               | Witold Mroziewski         | Weihbischof in Brooklyn (USA)            | 19. Mai 2015    |                    |